# Вешко, Валерий Иванович
Вале́рий Ива́нович Вешко́ (укр. Валерій Іванович Вешко; 2 января 1966, Волочиск) — советский гребец-каноист, выступал за сборную СССР в середине 1980-х — начале 1990-х годов. Семикратный чемпион мира, четырёхкратный чемпион Советского Союза, победитель многих регат республиканского и всесоюзного значения. На соревнованиях представлял спортивное общество СКА, заслуженный мастер спорта СССР (1988).

## Биография
Валерий Вешко родился 2 января 1966 года в городе Волочиске Хмельницкой области Украинской ССР. В детстве увлекался многими видами спорта, в том числе футболом и велоспортом, однако в конечном счёте сделал выбор в пользу гребли. Активно заниматься греблей на каноэ начал в возрасте одиннадцати лет, проходил подготовку в Хмельницком под руководством тренера Юрия Павловича Корнилова. В разное время состоял в добровольных спортивных обществах «Колос» и «Буревестник», на протяжении большей части карьеры представлял СКА.
Впервые заявил о себе в 1986 году, став чемпионом Советского Союза вместе со своим партнёром Юрием Гуриным в зачёте двухместных каноэ на дистанции 1000 метров. Первого серьёзного успеха на взрослом международном уровне добился в сезоне 1987 года, когда попал в основной состав советской национальной сборной и благодаря череде удачных выступлений удостоился права защищать честь страны на чемпионате мира в немецком Дуйсбурге, где в итоге одержал победу в двойках на тысяче метрах и получил серебро в двойках на пятистах метрах. Рассматривался как основной кандидат на участие в летних Олимпийских играх 1988 года в Сеуле, однако в конечном счёте на Играх выступал экипаж Виктора Ренейского и Николая Журавского, а Вешко присутствовал здесь лишь в качестве запасного гребца.
В 1989 году Валерий Вешко побывал на мировом первенстве в болгарском Пловдиве, где поднимался на пьедестал почёта трижды: выиграл золотые медали в четвёрках на пятистах и тысяче метрах, а также бронзовую медаль в двойках на тысяче метрах. Год спустя на аналогичных соревнованиях в польской Познани почти повторил прошлогодний результат, добавил в послужной список ещё два золота. В следующем сезоне на чемпионате мира в Париже вновь одержал победу в программе четырёхместных каноэ на дистанциях 500 и 1000 метров. Вскоре по окончании этих соревнований принял решение завершить спортивную карьеру. За выдающиеся спортивные достижения удостоен почётного звания «Заслуженный мастер спорта СССР».
Начиная с 1997 года возглавляет управление молодёжи и спорта в Хмельницком.